# 岱明町大野下
岱明町大野下（たいめいまちおおのしも）は、熊本県玉名市の大字。旧肥後国玉名郡下村、玉名郡大野下村、玉名郡大野村大字大野下、玉名郡岱明村大字大野下、玉名郡岱明町大字大野下。郵便番号は869-0224。

## 地理
玉名市西部の友田川の中流の丘陵地に位置し、北で岱明町三崎、東で岱明町中土、南東で岱明町浜田、南で岱明町鍋、南西で岱明町扇崎、西で行末川を挟み長洲町折崎と接している。西部は友田川に沿って出っ張ったような形状をしている。当地には駅前、馬場、中尾丸、大野下東の4つの行政区に分かれており、これらの行政区は市立小・中学校の校区やゴミ捨ての区域などに用いられている。
また、当地内の目倉尾遺跡からは縄文時代初期の押型文土器が、中尾崎遺跡からは弥生時代後期の土器などが出土している。

### 河川
- 行末川

- 友田川

### 小字
小字は以下の通りである。
- 内野
- 大跡
- 乙丸
- 北靍立
- 柴原
- 神次郎丸
- 竹ノ下
- 田端
- 靍立
- 塔ノ本
- 永田
- 中尾丸
- 中島
- 中野尾
- 西野添
- 野添
- 馬場
- 八龍
- 丸内
- 牟田
- 目倉尾

## 歴史

### 中世
斎院次官であった中原親能が鎌倉幕府からの命により、当地に下村城を建立した。その後は1582年（天正10年）に落去し、少なくとも大正時代頃までは城壁や堀が残っていたとされる。

### 現代
1928年（昭和3年）に鉄道省の駅として大野下駅が設置された。

### 沿革
- 安土桃山時代以前 - 下村から大野下村に改名。
- 江戸時代頃 - 下村に改名。
- 1880年（明治13年） - 再び大野下村に改名。同年に大野下八幡宮の勧請を受ける。
- 1889年（明治22年） - 大野村の大字となる。
- 1955年（昭和30年）4月1日 - 所属が岱明村となる。
- 1965年（昭和40年）4月1日 - 岱明村の町村制施行により所属が岱明町となる。
- 2005年（平成17年）10月3日 - 岱明町の玉名市との合併により、大野下から岱明町大野下に変更される。

### 名前の由来
少なくとも安土桃山時代以前からある地名とされる。大野荘の下村の意から大野下に改名したという。

## 人口と世帯数
2022年（令和4年）8月31日現在の世帯数と人口は以下の通りである。
| 行政区   | 世帯数  | 人口  |
| -------- | ------- | ----- |
| 駅前     | 22世帯  | 46人  |
| 馬場     | 82世帯  | 173人 |
| 中尾丸   | 81世帯  | 174人 |
| 大野下東 | 121世帯 | 336人 |
| 計       | 306世帯 | 729人 |

### 人口の変遷
| 統計年             | 統計年 | 人口 | 人口 |
| ------------------ | ------ | ---- | ---- |
| 1995年（平成7年）  | [ 7 ]  | 828  |      |
| 2000年（平成12年） | [ 8 ]  | 838  |      |
| 2005年（平成17年） | [ 9 ]  | 799  |      |
| 2010年（平成22年） | [ 10 ] | 802  |      |
| 2015年（平成27年） | [ 11 ] | 702  |      |
| 2020年（令和2年）  | [ 12 ] | 693  |      |

## 小・中学校の学区
市立小・中学校に通う場合、学区は以下の通りとなる。
| 町丁 | 小学校             | 中学校             |
| ---- | ------------------ | ------------------ |
| 全域 | 玉名市立大野小学校 | 玉名市立岱明中学校 |

## 交通

### 道路
- 熊本県道112号長洲玉名線

- 熊本県道168号大野下停車場西照寺線

- 熊本県道169号大野下停車場線

### 鉄道
- JR九州
  - 鹿児島本線大野下駅

### バス
当地内をバス路線は通っていない。

## 施設

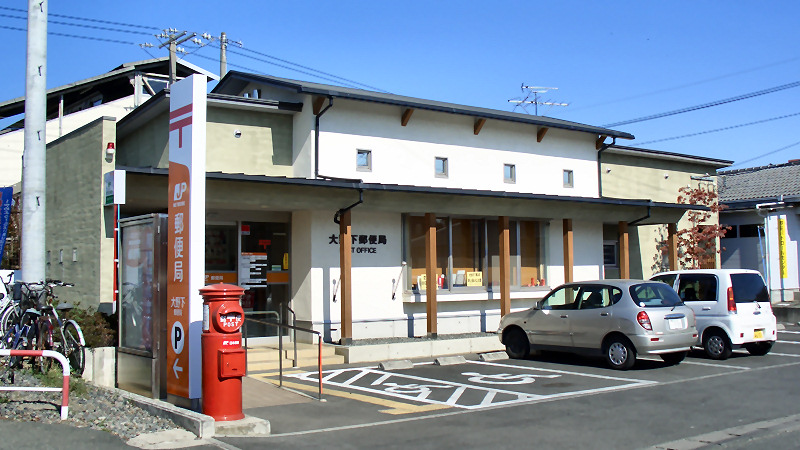
大野下郵便局

- 大野下郵便局 - 大野下駅に隣接している。

- 岱明浄水場

- 岱明幼稚園

## 史跡

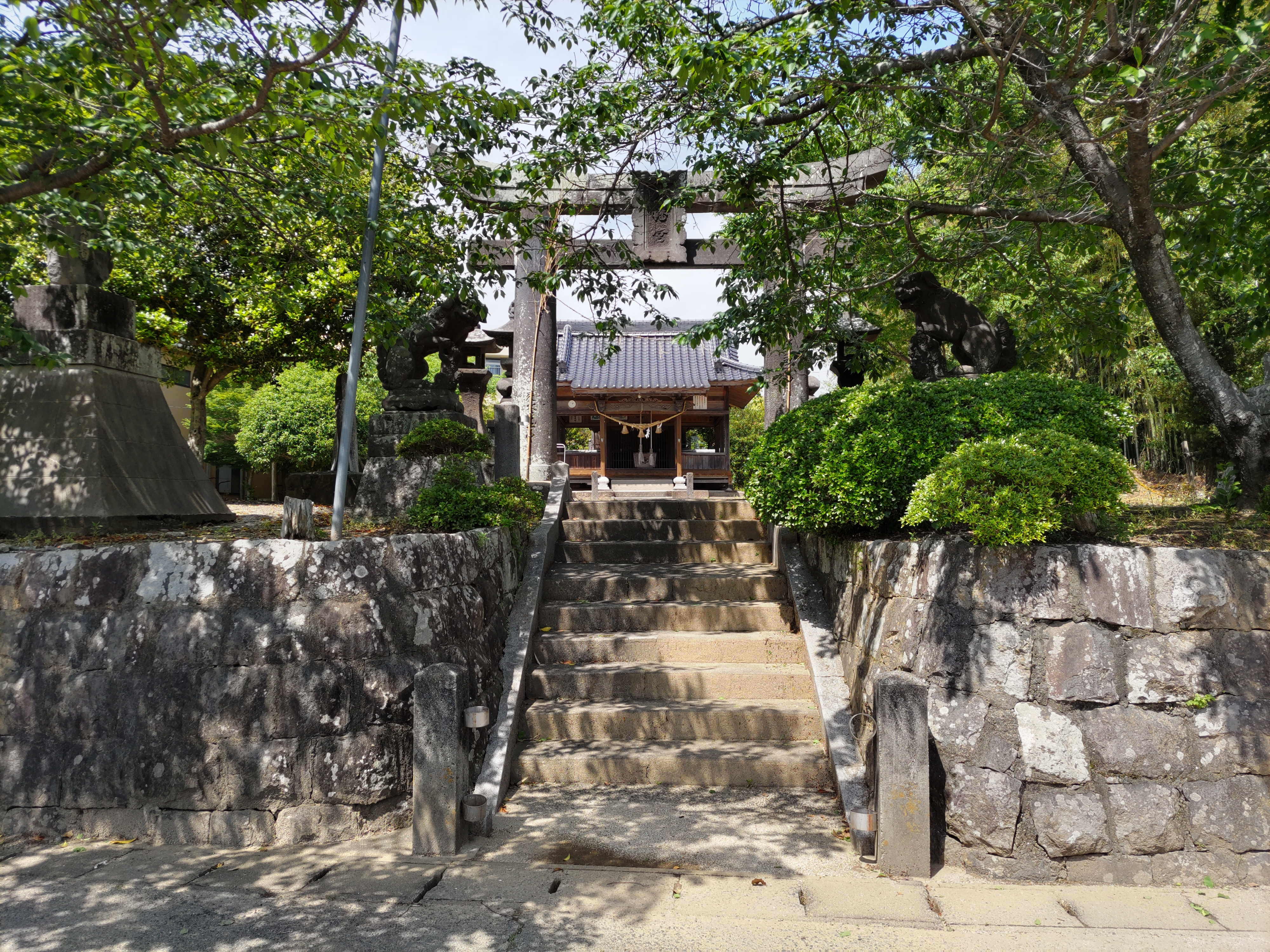
大野下八幡宮

- 大野下八幡宮

- 八大龍王神社

- 目倉尾遺跡

- 中尾崎遺跡

## 文化財

### 国指定
- 大野下の大ソテツ - 天然記念物[14]。

### 国認定
- 大野下雨乞い奴踊り - 日本遺産の米作り、二千年にわたる大地の記憶～菊池川流域「今昔『水稲』物語」～の構成文化財の一つに選ばれている。

### 市登録
- 大野下田端地蔵堂前の五輪塔 - 玉名市の登録有形文化財。
- 下村城（内野城）跡 - 登録遺跡。

### 市選択
- 大野下の雨乞奴踊り - 日本遺産の構成文化財に認定されるとともに、玉名市の選択無形民俗文化財として選択されている。

## 祭事

### 大野下の雨乞い奴踊り
毎年7月下旬に旧大野下村域の住民総出で行われ、八大龍王神社に奉納したあと旧大野下村の村社である大野下八幡宮にて神事が行われる。奉納は竹に御幣と「長雨降ろう、降ろう」という願いが込められたフロウ豆をつけた2人を先頭にし、八大龍王神社へ向かう。
踊り手たちが白法被に鉢巻き、手甲脚絆にわらじという参勤交代の時の姿で左腰に木刀、右腰に瓢箪をぶら下げて太鼓と鉦と笛、そして「奴地歌」に合わせて地を踏み、天に拳を突き上げる。
この雨乞い踊りは江戸時代頃からあり、加藤清正によると伝わる土木事業により当地を含む行末川、友田川の流域が耕作地となった。しかし当時は水の便が悪く、日照りによる水不足に困った住民による雨乞いの儀式が行われた。戦後になるとため池や水路の整備によって農業用水の心配はなくなったが、地域の伝統を守るために現在でも行われている。